# لوي كراثونغ
لوي كراثونغ (بالتايلندية: ลอยกระทง)‏ هو مهرجان سيامي يُحتفل به سنويًا في جميع أنحاء مملكة تايلاند وفي الدول القريبة التي تمتلك ثقافات تاي جنوبية غربية (لاوس، شان، مون، تانينثاري، كلنتن، قدح، شيشوانغبانا). يُمكن ترجمة اسم المهرجان إلى «تعويم السلة»، ويأتي هذا الاحتفال من التقليد الشائع بإنشاء أجسام قابلة للطفو وسلال مزينة ثُمَ يتم وضعها في النهر.
يُحتفل في لوي كراثونغ في الليلة التي يكون فيها القمر كاملًا في الشهر الثاني عشر في التقويم القمري التايلندي، لذلك فإنَّ تاريخ هذا الاحتفال يتغير كل سنة. في التقويم الغربي غالبًا ما يكون في شهر نوفمبر. في 2015 احتفلَ به في 25 نوفمبر، وفي 2016 احتفلَ فيه في 14 نوفمبر.
في تايلاند يُسمى المهرجان «لوي كراثونغ» أو «لوا كراثونغ»، أما خارج تايلاند فإنَّ المهرجان يُحتفل به تحت أسماءٍ مُختلفة، مثلًا في ميانمار يُسمى «مهرجان تازونغدينغ»، في سريلانكا يُسمى «اكتمال القمر بويا» وفي كمبوديا يُسمى «بون تو توك».